# Жуков
Жуков (рус. Жуков) град је у Русији у Калушкој области. Према попису становништва из 2010. у граду је живело 12150 становника.

## Становништво
| 1959. | 1970. | 1979. | 1989. | 2002.  | 2010.  |
| ----- | ----- | ----- | ----- | ------ | ------ |
| 2.226 | 2.892 | 3.141 | 2.888 | 12.306 | 12.150 |